# 가질 수 있다면
《가질 수 있다면》(영어: You Get Me)은 2017년 공개된 미국의 스릴러 영화이다. 브렌트 보나코르소 감독이 연출했고 벨라 손, 핼스턴 세이지, 테일러 존 스미스, 내시 그리어, 애나 아카나가 출연했다.
2017년 6월 23일 넷플릭스를 통해 공개되었다.

## 줄거리
고등학생 타일러는 여자친구 앨리와 행복한 연애를 즐기던 중, 그녀의 과거 문란한 행적을 알게 되어 격분하고 헤어진다. 파티에서 우연히 만난 신비로운 소녀 홀리와 하룻밤을 보내고 주말 내내 그녀의 거대한 집에서 사랑을 나눈다. 홀리는 자신의 아버지가 죽고 새어머니는 여행을 자주 다닌다고 말한다. 주말이 끝나고 타일러는 앨리와 다시 사귀지만 학교에서 홀리와 마주치고, 그녀가 전학 왔다는 사실을 알게 된다.
타일러는 홀리와의 관계를 끊으려 하지만 번번이 실패하고, 홀리는 앨리와 친구들 사이를 파고든다. 친구 리디아는 홀리의 SNS 부재를 수상하게 여기고, 타일러는 그녀가 위험하다고 느끼기 시작한다. 홀리의 새어머니를 만나 그녀가 정신 질환 치료 중이라는 사실을 알게 된 타일러는 더욱 불안해진다. 리디아가 홀리의 정체를 파헤치려 하자 홀리는 그녀에게 심각한 알레르기 반응을 일으킨다.
홀리는 타일러에게 재결합을 요구하지만 거절당하자 앨리에게 타일러와 잤다고 폭로한다. 타일러는 앨리에게 모든 사실을 고백하지만 앨리는 그에게 실망하고 떠난다. 홀리는 타일러를 폭행죄로 고소해 정학을 받게 만든다. 정학 중에 타일러는 홀리의 본명이 엘리자베스라는 것과 과거 남자 문제로 다른 여학생을 폭행하여 정신병원에 수감된 적이 있다는 사실을 알게 된다.
홀리는 앨리를 납치하고 타일러에게 앨리가 기절한 사진을 보내 자신의 집으로 유인한다. 앨리는 홀리의 집에 묶인 채 깨어나고, 새어머니 코린은 앨리를 구하려다 홀리에게 살해당한다. 타일러는 홀리의 집에 도착해 앨리를 발견하고 그녀를 구출하지만, 홀리가 총으로 위협한다. 홀리는 타일러에게 총을 쏘지만, 앨리는 소화기로 홀리를 찌른다. 홀리는 살아남아 구급차에 실려 가면서 구급대원에게 자신을 떠나지 말라고 맹세시킨다.
마지막 장면에서 타일러와 앨리는 타일러의 여동생 티파니의 생일 파티에 참석한다. 타일러는 홀리와의 만남이 사랑에 대한 환상 때문이었음을 깨닫고 앨리에 대한 사랑에 집중하며 이야기를 마무리한다.

## 출연진
- 벨라 손 - 홀리 바이올라
- 핼스턴 세이지 - 앨리슨 휴잇
- 테일러 존 스미스 - 타일러 핸슨
- 내시 그리어 - 길
- 애나 아카나 - 리디아
- 리스 웨이크필드 - 체이스
- 브리지드 브래나 - 커린
- 캐스린 모리스 - 휴잇 부인
- 킴벌리 윌리엄스페이즐리 - 핸슨 부인
- 야스민 알 부스타미 - 멀린다
- 패라 매켄지 - 티퍼니
- 조슈아 밴데이 - 아메드씨
- 가르셀 보베 - 교장